# Уральская сопка
Уральская сопка (второе название — Большая Уральская сопка) — одна из гор Уральского хребта (Южный Урал, Челябинская область, Россия).

## Описание
Уральская сопка находится на Уральском хребте. Её высота — 870 м над уровнем моря. Через вершину Уральской сопки проходят граница между Европой и Азией, а также граница между Златоустовским и Миасским городскими округами Челябинской области. Гора имеет свойственную многим уральским вершинам форму скалистого гребня, который вытянут вдоль Уральского хребта.
Расположена в 8 км к северо-востоку от станции Уржумка и в 4 км к северо-востоку от Александровской сопки, у восточной границы национального парка «Таганай». Расстояние от Челябинска – 140 км, от Златоуста – 20 км, от Кыштыма – 100 км.
Сопка состоит из беловатых и розоватых кварцитов, а также сланцев с примесью граната и хрусталя. Её покрывают таёжные леса. Много мхов и лишайников
С Уральской сопки открываются панорамные виды на города Миасс, Златоуст, на Александровскую сопку, горы Таганая «и море тайги».